# 終の館
『終の館』（ツイノヤカタ）はCIRCUSから発売されたアダルトゲームのシリーズ。続編に『ホームメイド -Homemaid-』がある。

## 概要
選択肢がないノベルタイプの作品であり、『恋文』・『双ツ星』・『罪と罰』・『檻姫』・『人形』の各巻1,000円という低価格から注目を浴びたゲームである。『ホームメイド -Homemaid-』の前編的扱いとなっており、同作品には各巻のヒロインが転生という形で再登場している。
シリーズ全体を通して同じ館での異なる時代の出来事を描いており、ヒロインは必ずメイドである。
また、本作品は2008年8月29日発売の『ホームメイドスイーツ』に全5章に桜実の物語が加わったものが再構成されて収録された。

## あらすじ
恋文
日露戦争の末期、森少尉は満州より傷痍軍人として帰還する。彼を妹・ふみ乃の侍女である藤が出迎えるが、ふみ乃は部屋に閉じ篭ったまま姿を見せない。そんな折、ふみ乃宛てに森の戦友にしてふみ乃の恋人である小田の旅順からの手紙が届く。しかし森は小田が戦死した事を知っていた。
双ツ星
身寄りのない双子の姉妹・桂花と鈴が、住み込みの職を求めて正樹の住む洋館を訪ねる。まだ幼く見える姉妹が路頭に迷うことを見かねた正樹は父親に彼女らを雇うよう嘆願し、館の主人である父親も正樹の頼みとあっては無下に断ることはしなかった。しかし姉妹にどこから来たのかを訊いても言葉を濁すばかりであり、正樹もそれ以上は追及しなかった。こうして二人の館での生活が始まる。
罪と罰
欧州のサド文学に強い影響を受けた小説家・克比古は、叔父の別荘である洋館に住み込む事となる。館の管理人である美しい未亡人・水蓮は、メイドとして彼の身の回りの世話をするようになる。そんなある日、克比古は自虐的な自慰に耽る水蓮を目にする。それは求めてやまぬマゾヒストな女性像であった。彼女の姿に感化され、克比古は水蓮をモデルに執筆を始めたが、やがて行き詰まりを迎えてしまう。苦悩する克比古の前に水蓮の元夫を名乗る幽霊が現れ、水蓮との卑しく淫らな行為を語り出す。そして克比古は彼の語る水蓮の過去を描いていく。
檻姫
成金の息子・謙太郎は、見世物小屋から逃れてきた褐色の肌の少女と出会う。愛犬を亡くして寂しさを感じていた謙太郎は、少女の明るさに惹かれていき、少女もまた謙太郎に心を許していった。純粋な二人は日を追う毎に深く繋がっていくが、戦争という現実の中で、世間や母が二人を見る目は厳しくなっていった。
人形
ビスクドールを求めて、古物商の昭浩は娼婦館として使用される洋館を訪れた。彼を出迎える女主人の浜路とメイドのメリッサ、そして娼婦達。ビスクドール探索のついでに調度品鑑定を依頼された昭浩は館に滞在することとなり、浜路は昭浩へ娼婦をあてがう。しかし昭浩は娼婦ではなくメリッサを夜の相手に指名した。浜路はある条件でメリッサの指名を承諾する。

## 登場人物

### 恋文
森
主人公。階級は少尉。貴族院議員の息子である良家の若旦那だが、中学を中退して職業軍人の道を目指した。父の没後は軍人の収入では屋敷が維持できず、財産を食い潰して人を雇い広大な屋敷を維持している。露西亜での行軍中、満州匪賊に足を撃たれて負傷したため、傷痍軍人として帰還する。大連の野戦病院で小田の書いた妹への手紙を預かっているがそれを渡せずにいる。
中里 藤（なかざと ふじ）
声：長崎みなみ
5月5日生まれ。身長158センチメートル。体重42キログラム。スリーサイズ80/55/85（Cカップ）
本職は妹の侍女だが主人公の部屋女中としても働く。元は母付きのメイドだったが、彼女の死と共に妹付きとなった。出征前の壮行会で、主人公へ処女を捧げた筆卸しの相手である。ふみ乃の小田への恋文の代筆の中で、森への自らの思いを恋文に綴るが、身分違いである彼へはその思いを伝えることができない。地方の山間の村の育ちで父は農民、母は元女中、時に訛りが出る。大好物は餡子。日曜大工が得意など逞しい一面もある。ふみ乃と同じヘリオトロープの香水を付けている訳には秘密がある。出征前に体を重ねた主人公のことを忘れられずに自慰を繰り返し、帰還した彼と繰り返しまぐわう。
ふみ乃
主人公の妹。小田と文通をしていたのを兄に見つかり咎められて以来、連絡を絶っている。兄の帰還後も部屋に篭ったままで顔も見せない。夜な夜な彼女の部屋からは切なげな犬の鳴き声のような唸り声が聞こえるが、それは藤の言うには彼女の飼い犬だという。
小田
森の部下。階級は曹長。金持ちの家へは呼ばれ慣れており、出征前に森の屋敷へ招待された時にふみ乃と知り合って以来、彼女と文通していた。森が足を撃たれたその横で腹を撃たれて死亡したと言われているが、その後の彼の姿は確認されていない。
島岡（しまおか）
森の部下。農家の出身。出征前、森の屋敷へ誘われたことがあったが、そのときは豪邸の雰囲気に馴れず、また藤とふみ乃という二人の美女がいたこともあって緊張していた。

### 双ツ星
正樹（まさき）
主人公。洋館を訪ねてきた双子を雇うよう、父親に懇願する。
桂花（けいか）
声：今岡文
洋館に拾われた双子の片割れ。一人で生きていけない鈴を守るべくしっかりとした性格。過度に落ち着き払った言動が時に周囲の反感を買う。
鈴（すず）
声：今岡文
洋館に拾われた双子の片割れ。知能が実年齢より幼くみえるが、時折大人びた言動をする。屋敷では失敗ばかりで桂花にフォローされては叱られている。
旦那様
正樹の父親。平民の娘との間に息子正樹を儲けるが、妻は周囲との軋轢に耐えかねて消息を絶ってしまった。華族の家系に生まれ厳格に育てられたため、表面上は息子の正樹にも厳しく当たるが、妻に関するトラウマもあり、根底では息子に甘い。
女主人
桂花とすずが働いていた娼館の経営者。厳しくも気風の良い親分肌。部下からは「姐さん」と呼ばれ、畏怖されている。

### 罪と罰
篠沢 克比古（しのざわ かつひこ）
主人公。欧州のサド小説に影響を受けた小説家。叔父の紹介により、洋館に住み込むこととなる。
馴実 水蓮（なれみ すいれん）
声：本山美奈
誕生日は6月30日。身長166センチメートル。体重55キログラム。スリーサイズB96(Gカップ)W/61H/88 好きなもの:読書・サンドウィッチ 嫌いなもの:酒
森家の管理する洋館に、住み込みの管理人として働いている未亡人。落ち着いた性格。夫の生前は夫婦でSM行為に浸っていた。
馴実 晃次
主人公の小説の愛読者でSM愛好家。克比古の前に幽霊として現れ、水蓮との過去を語る。

### 檻姫
小柴 謙太郎
主人公。見世物小屋から逃れてきたくららを拾う。
くらら
声：ありす
誕生日:6月5日 身長:162cm 体重:45kg 。スリーサイズB86W57H84。好きなものはぼっちゃま。嫌いなものは猿。
見世物小屋から逃れてきたところを謙太郎に拾われた褐色肌の混血少女。謙太郎よりも少し年上。視力が悪く眼鏡を掛けている。味覚と嗅覚が鋭く、クンクンとよく鼻を鳴らしている。
小柴 加奈子
謙太郎の母親。病身だが美しく優雅な女性。良家の出身のためか少々世間からずれている。
小柴 弘蔵
謙太郎の父親で小柴家当主。成り上がりの財界人で、市井の感覚を持つ。病身の妻と若年の息子を抱えて悩む。

### 人形
林 昭浩
主人公。古物商。ビスクドールを求めて、とある洋館を訪れることになる。
メリッサ
声：川村みどり
誕生日は5月20日。身長153センチメートル。体重34キログラム。スリーサイズB76W51H78。好きなものは人形。嫌いなものは料理。
洋館で働く人形の様に美しいメイド。感情が薄くあまり表情を出さない。
浜路
終戦のどさくさに紛れて、林海家の洋館の女主人に居座ったやり手の中年女性。

### シリーズ共通登場人物
桜実（ゆうみ）
声：草柳順子
館で見かけるメイドの一人。あまり姿を見せないが、主人公たちのことを気にかけている。

## 作品一覧
1. 終の館〜恋文〜（シナリオ：沢柾機、原画：ちのちもち、2004年2月27日発売）
2. 終の館〜双ツ星〜（シナリオ：九十九神一、原画：亜星マコ、2004年3月26日発売）
3. 終の館〜罪と罰〜（シナリオ：そのだまさき、原画：ちのちもち、2004年4月30日発売）
4. 終の館〜檻姫〜（シナリオ：沢柾機、原画：亜星マコ、2004年5月28日発売）
5. 終の館〜人形〜（シナリオ：中村やにお、原画：暁紫苑、2004年6月25日発売）

## 主題歌
- オープニングテーマ『愛は静かな夢に降る』
  - 作詞：畑亜貴、作曲：不知火つばさ、編曲：大川茂伸、歌：橋本みゆき
- 恋文エンディングテーマ『一片の雫』
  - 作詞：ゆい、作曲・編曲：橘尭葉、歌：妖精帝國
- 双ツ星エンディングテーマ『月夜の旋律』
  - 作詞：ゆい、作曲・編曲：橘尭葉、歌：妖精帝國
- 罪と罰エンディングテーマ『幾千の記憶』
  - 作詞：ゆい、作曲・編曲：橘尭葉、歌：妖精帝國
- 檻姫エンディングテーマ『Labyrinth』
  - 作詞：ゆい、作曲・編曲：橘尭葉、歌：妖精帝國
- 人形エンディングテーマ『輪廻の朝』
  - 作詞：ゆい、作曲・編曲：橘尭葉、歌：妖精帝國

## 関連CD
- 「ホームメイド -Homemaid-」初回特典サントラCD
  - 主題歌全曲収録。
- 「ホームメイド スイーツ」同梱特典CD『終の詩集』
  - 主題歌全曲収録。
- 『crystal2 〜サーカス ヴォーカルコレクション〜 Vol.2』
  - 『愛は静かな夢に降る』『一片の雫』収録。
- 『crystal3 〜サーカス ヴォーカルコレクション〜 Vol.3』
  - 『月夜の旋律』収録。
- 『GOTHIC LOLITA PROPAGANDA』
  - 『Labyrinth』収録。

## 関連書籍
- ノベライズ版（原作：CIRCUS、著：橘卯月、出版：パラダイム）
- 終の館 第1章 ISBN 4-89490-734-8
- 終の館 第2章 ISBN 4-89490-742-9